# Alliance française de Lublin
 (août 2025).
L'Alliance française de Lublin a été créée officiellement le 16 janvier 1984 notamment à l'initiative de Patrick Dahlet, alors lecteur au département d'études françaises de l'Université Marie Curie-Skłodowska de Lublin, sur la base du centre qui avait commencé ses activités dès octobre 1983, en poursuivant son action culturelle et en mettant en place des cours de français. Elle était ainsi la sixième en Pologne dans le cadre du réseau mondial de l'Alliance française. Sa naissance fut scellée par la signature de Messieurs Józef Szymański, recteur de l'UMCS, Zdzisław Ryłko, secrétaire général du Comité polonais de coopération avec l'Alliance française (Polski Komitet Współpracy z Alliance Française) et de l'ambassadeur de France en Pologne.
D'abord installée dans les locaux d'un foyer d'étudiants Ikar, l'Alliance française occupe à partir du 1er octobre 1991 un bâtiment situé Place Litewski au n° 5, avec l'aide de l'Ambassade de France qui alloue une subvention de 200 000 F pour les travaux de rénovation.

## Les missions
Les cours de langue française constituent la base de l'existence du Centre de l'Alliance française, qui est à Lublin la seule école spécialisée dans l'enseignement du français.
La bibliothèque/médiathèque, qui offre aux lecteurs une riche collection de livres, 18 titres de revues, un important fonds de disques compacts, l'accès à l'Internet et une vaste documentation relative à la vie en France, aux études supérieures, écoles de langue, bourses d'études, etc. est un outil apprécié des élèves et de tous ceux qui fréquentent l'Alliance française.
L'Alliance française de Lublin accueille régulièrement des stagiaires français préparant leur maîtrise ou désormais leur master de FLE.
Elle organise régulièrement le séminaire méthodologique national de l'Alliance française en Pologne, à Lublin et à Kazimierz Dolny.
Elle coorganise le concours national de langue française et les épreuves régionales du concours de poésie et de prose.
Elle collabore avec des professeurs de français de la ville et de la région en invitant les collégiens à prendre part à un concours intitulé 'Poznajemy Francję'.
L'Alliance française de Lublin est centre d'examens de français DELF DALF organisés avec le concours de l'ambassade de France, de l'Alliance française de Paris et du CIEP de Sèvres.
L'Alliance française n'est pas seulement une école de langue mais aussi un centre culturel : concerts (musique classique, chanson, jazz), projections de films en version originale, spectacles de théâtre, conférences et expositions.
Elle est partenaire de nombreuses manifestations et a participé notamment à la Nuit de la culture
Le Centre aide à alimenter des émissions consacrées à la langue et à la chanson françaises sur Radio Lublin.

## Fonctionnement
À partir de 2007, les activités ont été transférées progressivement de l'université à l'association sans but lucratif Lubelskie Stowarzyszenie Alliance Française Lublin (KRS 0000277029) dont les statuts ont été déposés le 23 mars 2007 et dont la direction est assurée par Kazimierz Jan Deryło.

### Conseil d'administration
- Président : Wojciech Goleman[7]
- Vice-présidents : Andrzej Pleszczyński (pl)[8], Małgorzata Willaume (pl)[9]

## Coordonnées
Alliance Française UMCS - Lubelskie Stowarzyszenie Alliance Française 

ul. Cicha 10, 20-078 Lublin (Pologne)

Tél./fax: (+48) 81 532 47 31